# Julian Hunte
Julian Robert Hunte (ur. 14 marca 1940 w Castries) – polityk i dyplomata Saint Lucia.
Od kwietnia 2001 do października 2004 był ministrem spraw zagranicznych. W 2003 wybrany na przewodniczącego 58. Sesji Zwyczajnej Zgromadzenia Ogólnego Narodów Zjednoczonych.
Od 1967 aktywny w polityce. Był radnym i burmistrzem Castries. Od 1978 członek Partii Pracy, w 1984 wybrany na przewodniczącego partii. W latach 1987–1996 lider opozycji w parlamencie, od 2001 senator i minister spraw zagranicznych. Kierował także instytucjami bankowymi Saint Lucia. W młodości był członkiem kadry narodowej w krykiecie, w późniejszych latach przewodniczącym Narodowej Federacji Krykieta. W czerwcu 1979 odznaczony został Orderem Imperium Brytyjskiego.